# Eliki
Eliki  este un oraș în Grecia în Prefectura Ahaia.